# Brittiska F1-mästerskapet
Brittiska F1-mästerskapet, även kallat Aurora F1 efter största sponsorn, var ett brittiskt formel 1-mästerskap som kördes mellan 1978 och 1982.

## Historia
Serien efterträdde brittiska F5000-mästerskapet, som öppnats för formel 1-bilar redan under 1976. Från 1978 var det ett rent F1-mästerskap som huvudsakligen använde begagnade bilar från tillverkare som Fittipaldi, Lotus och March. 1980 blev Desiré Wilson första kvinna att vinna ett formel 1-lopp, när hon vann en deltävling på Brands Hatch.

## Vinnare av brittiska F1-mästerskapet
| År   | Serie                | Förare            | Bil                    |          |
| ---- | -------------------- | ----------------- | ---------------------- | -------- |
| 1978 | Shellsport F1 Series | Tony Trimmer      | McLaren M23-Cosworth   |          |
| 1979 | Aurora F1 Series     | Rupert Keegan     | Arrows A1-Cosworth     |          |
| 1980 | Aurora F1 Series     | Emilio de Villota | Williams FW07-Cosworth |          |
| 1981 | Inställt             | Inställt          | Inställt               | Inställt |
| 1982 | British F1 Series    | Jim Crawford      | Ensign N180-Cosworth   |          |